# جزایر مصنوعی امارات متحده عربی
جزایر مصنوعی امارات متحده عربی در خلیج فارس علی‌رغم انتقادات فراوان نسبت به تهدید محیط زیست خلیج فارس از یک دهه گذشته ساخته شده است.

## النخیل
کنسرسیوم سه جانبه اماراتی، آمریکایی و انگلیسی است که کار ساخت جزیره مصنوعی النخیل و العالم را آغاز کرده است.
این جزایر شامل سه جزیر مصنوعی به شکل نخل و مجموعه ۳۲۵ جزیره مصنوعی به شکل نقشه جهان است. با ساخت این جزایر سواحل امارات در خلیج فارس از۶۰ کیلومتر کنونی به ۱۲۰۰ کیلومتر افزایش خواهد یافت. (سواحل ایران در خلیج فارس هم‌اکنون ۸۸۰ کیلومتر است).

## پالم جمیرا
تصویر۸ - اگر ویلای فرضی شما در پالم جمیرا ازنوع سنتی ودارای بادگیر یا کلاه فرنگی باشد ودریکی از روزهای همیشه داغ دوبی زحمت بالا رفتن تا بلندترین بام را به خود بدهید، پرسپکتیو نه چندان هیجان انگیزی پیش روی خواهید داشت که به یادتان می‌آورد در «جایی» از «پالمی» ساکن هستید؛ توسعه افقی بافت معماری وفقدان «نشانه» عمودی درسرتاسر این نخل ۲۰ کیلومترمربعی، چشم‌اندازها را تکراری، یکنواخت وخسته کننده ومکان یابی را بسیار دشوارمی سازد.

## القصر
امیرنشین راس الخیمه نیز در حال احداث جزیره مصنوعی القصر توسط شرکت الوسام عربستان است.

## النجوم
ده جزیره مصنوعی است که توسط امیرنشین شارجه در حال در جریان ساخت است.
براساس گفته‌های کریس اودانل، سخنگوی مهندسان مشاور جزایر مصنوعی دبی و مدیر اجرایی العالم بیش از۴ هزار ویلا و واحد تجاری پروژه پالم (نخیل) توسط ساکنان خارجی امارات متحده عربی و سایر کشورهای حوزه خلیج فارس خریداری شده‌اند و از میان واحدهای باقی‌مانده، ۲۵ درصد توسط انگلیسی‌ها خریداری شده و سایر واحدها و ویلاها هم به تملک افرادی از ۷۵ کشور درآمده است.

## نگرانی محیط زیست
ساخت این جزایر با اعتراض طرفداران محیط زیست مواجه شده و در ایران نیز اعتراضات فراوانی را برانگیخته است. هم چنین بخشی از خاک و سنگ‌های مورد نیاز برای خشک کردن دریا و ایجاد این جزایر از ایران به امارات صادر می‌شود.

## غرق شدن برخی جزایر
۳۰۰جزیرهٔ مصنوعی دُبی با هزینه ۱۴ میلیارد دلار و اشتباه در ساخت در حال غرق شدن است.

## جاذبه یا فاجعه
تنها پس از گذشت ده سال از شروع این "چالش بزرگ"، پالم‌ها درحال ته‌نشین شدن در بستر خلیج فارس هستند وجزایر پراکندهٔ پروژهٔ " وُرلد " (جهان: World)، ایدهٔ کاملاً شخصی شیخ محمد که منحصراً محصول ذهن خلاق وشاعرانهٔ اوست، همچون حبه‌های قند درنوازش زبانه‌های امواج حل ومحو می شوند. گذشته ازنواقص فنی وخطاهای فاحش اجرایی که شاید تنها پس ازصرف هزینه‌های میلیاردی خودنمایی کنند، درسطح قواعد وراهکارها ی حرفه ای نیز، «طراحی از بالا» معمولاًمتضمن نوعی لغزش اصولی است که حتی قبل از ورود به فاز عملی قابل تشخیص است؛ عارضه ای که می‌توان آنرا «گسیختگی هویت شکلی» نامید. دراین رویکرد، تجربهٔ بصری بهره‌بردار وبینندهٔ عادی که اثررا از «روی زمین» ویا در ترازهای متعارف سطوح کاربردی مشاهده خواهند کرد، بعضاً یا کلاً نادیده گرفته می‌شود؛ این تفکیک شکلی به نوبهٔ خود تفکیک منافع دوقطب مقابل سرمایه گذاروبهره بردار را به دنبال خواهد داشت و چنان‌که - همچون مثال حاضر- این منافع به لحاظ ماهیت نیز در تعارض وتقابل باشند، نتیجهٔ کارحتی تا مرحلهٔ تناقض (هایی) آشکار وغیر قابل توجیه پیش خواهد رفت.

## موضع دولت ایران
دولت ایران تا کنون موضعی در برابر امارات پیرامون ساخت این جزایر اتخاذ نکرده است. شایعه ارسال نامه‌ای از سوی سازمان حفاظت از محیط زیست ایران به وزارت وزارت امور خارجه جهت اعتراض به امارات نیز تکذیب گردید.
هم چنین نامه‌ای که از سوی فراکسیون محیط زیست مجلس هفتم به سازمان ملل ارسال شد به دلیل عدم پیگیری وزارت امور خارجه بی پاسخ ماند.

## ساخت جزایر مصنوعی در خلیج فارس از منظر حقوق بین‌الملل محیط زیست
بر اساس کنوانسیون ۱۹۸۲ حقوق دریاها، ساخت جزایر مصنوعی مجاز شناخته شده است و کشورها اجازه دارند برای اهداف پژوهشی، تحقیقاتی و بهره‌برداری از منابع دریایی به ساخت این گونه جزایر در حوزه حاکمیتی خود مبادرت کنند، ولی این جزایر فاقد مرزهای دریایی (دریای سرزمینی، منطقه نظارت، منطقه انحصاری اقتصادی و فلات قاره) می‌باشند و کشورهای سازنده نمی‌توانند در این زمینه ادعایی داشته باشند. اما امروزه حرکت رو به رشد ساخت این جزایر به ویژه در منطقه خلیج فارس و پیچیدگی‌های زیست‌محیطی پدیدآمده، موجب طرح برخی نگرانی‌ها از این روند شده است. در حال حاضر پروژه‌های متعدد ساخت جزایر مصنوعی در خلیج فارس وجود دارد، برای مثال بحرین ساخت جزیره دو دریا، کویت ساخت جزیره تفریحی سبز، قطر ساخت جزیره مروارید و امارات متحده عربی ساخت جزیره لولو به عنوان بزرگ‌ترین جزیره مصنوعی جهان در ابوظبی و ساخت برج العرب در دوبی به عنوان یکی از مرتفع‌ترین سازه‌های جهان و ساخت جزایر نخل جمیره را آغاز کرده‌اند. بر اساس بسیاری از گزارش‌های بین‌المللی و منطقه ای، رفت و آمد تانکرهای نفت کش، سکوهای نفتی، پالایشگاه‌ها و تأسیسات ساحلی موجب شده است که خلیج فارس به آلوده‌ترین دریای جهان مبدل شود. در این شرایط، ساخت جزایر مصنوعی این روند را تشدید می‌کند و زیان‌های جبران ناپذیری برای کشورهای ساحلی به بار آورد. در کنوانسیون‌های حقوق بین‌الملل دریاها نیز توجه به محیط زیست دریاها و منافع سایر کشورهای ساحلی از پیش شرط‌های اساسی ساخت این جزایر قرار داده شده است. در این پژوهش تلاش می‌شود تا ساخت جزایر مصنوعی از منظر حقوق بین‌الملل دریاها بررسی و تبعات زیست‌محیطی ساخت جزایر مصنوعی بر دریای خلیج فارس مورد بررسی قرار گیرد.
حقوق بین‌الملل دریاها با فعالیت‌های انسانی در آب‌ها و اقیانوس‌ها سر و کار داشته است که بیشتر آن‌ها حول محور ماهیگیری و کشتیرانی به عنوان قدیمی‌ترین فعالیت‌های انسان در آب بوده‌اند. امروزه در اثر توسعه فناوری‌ها و پیشرفت فعالیت‌های انسان در دریا، یکی از موضوعات مهم فعالیت‌های حاشیه دریا، احداث جزایر مصنوعی است. از میانه این همه مناطق آبی در این کره خاکی، توجه به برخی مناطق دریایی به جهت اهمیت ای که در حوزه بین‌الملل دارند و نیز به سبب شکننده بودن محیط زیست شان، بیشتر از سایر مناطق دریایی مهم است. خلیج فارس یکی از این مناطق دریایی است. از اوایل هزاره ۲۱ میلادی کشور امارات، ساخت جزایر مصنوعی در حاشیه ساحلی سرزمین خود را آغاز کرده است. جزایری که بیش از یک دهه از ساخت آن می‌گذرد. این رخداد منجر به عواقب و نیز واکنش‌هایی شده است. این مقاله سعی کرده است این اقدام کشور امارات و نیز واکنش‌های که نسبت به آن صورت گرفته است، را از منظر حقوق بین‌الملل مورد نقد و تحلیل قرار دهد. نوشتار حاضر با هدف شناخت پیامدهای این مسئله از نظر حقوقی به ویژه حقوق بین‌الملل محیط زیست تهیه شده است. انتظار آن است که حقوقدانان کشورمان با توجه به قوانین و مقررات بین‌المللی و منطقه ای مرتبط با موضوع، بیشترین تلاششان را در جهت استفاده از ظرفیت‌ها با توجه به منافع داخلی و نیز دفاع از آن‌ها به کار گیرند. این پژوهش به شیوه اسنادی و با هدف توجه بیشتر حقوقدانان و مقامات و به ویژه مسوولان مرتبط با موضوع در سطح منطقه ای و بین‌المللی تهیه شده است.